# ایونیتی (مین)
ایونیتی(به انگلیسی: Unity) شهری در ایالت مین کشور ایالات متحده آمریکا است که جمعیت آن در سرشماری سال ۲۰۱۰ میلادی، ۴۶۹ نفر بوده‌است.